# Claude Roch
Claude Roch (* 9. August 1945; heimatberechtigt in Port-Valais) ist ein Schweizer Politiker (FDP).

## Leben
Seine politische Laufbahn begann er 1976 als Vizepräsident der Gemeinde Port-Valais. 1980 wurde er Präsident und blieb dies bis 2001. Von 2001 bis 2013 war er im Staatsrat des Kantons Wallis, wo er dem Department für Bildung, Kultur und Sport vorstand. 2005/06 und 2009/10 präsidierte er den Staatsrat. 2002–2003 war er Präsident des Conseil du Léman.
Roch wohnt in Bouveret und ist Vater zweier Kinder.

## Trivia
Eine Kontroverse ausgelöst hat sein Brief vom Oktober 2010, worin er sich bezüglich eines Aufklärungslehrbuches an alle Schuldirektoren des Kantons Wallis gewandt hatte. Sie hätten «umgehend mit der notwendigen Subtilität dafür zu sorgen, dass die Internetadressen des Kapitels Liebe und Sexualität mittels Tipp-Ex oder anderer solider Klebematerialen eliminiert werden».